# 南方财经全媒体集团
南方财经全媒体集团（英語：Southern Finance Omnimedia Group，简称SFC），简称南财集团，成立于2016年11月17日，是经中央文化体制改革领导小组办公室和原国家新闻出版广电总局批准成立的全国首家全媒体集团，由南方报业传媒集团和广东广播电视台旗下财经媒体资源重组而成，集“媒体、智库、数据、交易”业务于一体，由中共广东省委宣传部主管，是广东省第四家省直媒体。

## 业务

### 媒体
- 《21世纪经济报道》
- 广东广播电视台经济科教频道
- 广东广播电视台股市广播
- 《投资快报》
- 《21世纪商业评论》
- 南方财经网
- 21经济网
- 21财搜网
- 财富动力网
- “21 财经”APP
- “广东经视”APP（前身“咪兔+”APP）

### 智库
- 21世纪经济研究院
- 广东粤港澳大湾区研究院
- 广东海上丝绸之路研究院
- 21世纪资管研究院
- 21·京东BD 研究院等
- 南方财经国际论坛

### 数据
- 南方财经大湾区数据中心
- 南财云平台
- 南财城市通、理财通、资讯通

### 交易
- 南方文化产权交易所

### 建筑物
- 保利南方财经大厦